# Хасунэ (станция)
Станция Хасунэ (яп. 蓮根駅 хасунэ эки) — железнодорожная станция на линии Мита расположенная в специальном районе Итабаси, Токио. Станция обозначена номером I-23. На станции установлены автоматические платформенные ворота.

## Планировка станции
Одна платформа островного типа и 2 пути.
| 1 | ○ Линия Мита | Сугамо, Отэмати, Мэгуро, Хиёси |
| 2 | ○ Линия Мита | Ниси-Такасимадайра             |

## Близлежащие станции
| «              |  | Линия      |  | »       |
| -------------- |  | ---------- |  | ------- |
| Симура-Сантёмэ |  | Линия Мита |  | Нисидай |